# Vincent Houssiau
Vincent Houssiau (1 september 1962) is een Belgisch diplomaat. Sinds 2017 is hij kabinetschef van koning Filip.

## Levensloop

### Familie
Hij stamt uit een groot gezin. Hij heeft vier zussen en twee broers. Zijn vader was arts. Hij huwde in 1998. Hij is een achterneef van Albert Houssiau, bisschop emeritus van Luik.

### Loopbaan
Vincent Houssiau is filosoof van opleiding en werd diplomaat. Hij werkte in Athene en bij de permanente vertegenwoordiging bij de Europese Unie in Brussel. Vervolgens ging hij aan de slag op verschillende CD&V-kabinetten, namelijk als diplomatiek adviseur voor eerste ministers Herman Van Rompuy en Yves Leterme. In september 2011 werd hij kabinetschef van minister van Buitenlandse Zaken Steven Vanackere. Houssiau volgde Vanackere naar Financiën in december 2011 en werd zijn adjunct-kabinetschef. In maart 2013 werd hij kabinetschef van minister van Financiën Koen Geens. Als kabinetschef van de minister van Financiën volgde hij Eric Kirsch op. In oktober 2014 kreeg Geens in de regering-Michel I de bevoegdheid Justitie en werd Houssiau chef van diens politiek kabinet.
Sinds de zomer van 2017 is hij kabinetschef van koning Filip. Hij volgde in deze functie Frans van Daele op.
Houssiau is lid van de raad van bestuur van de Koning Boudewijnstichting.